# Anarcho-punk

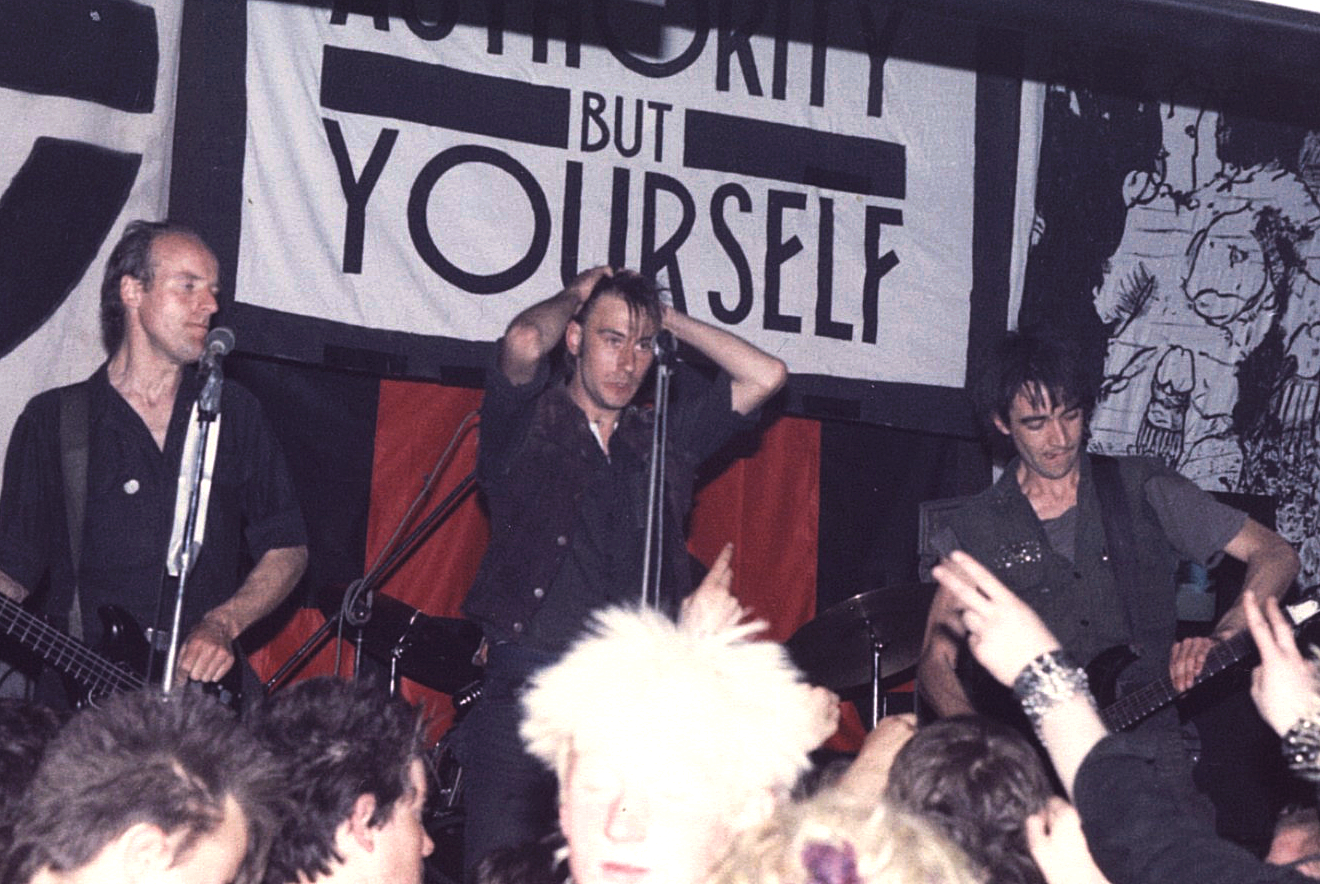
Crass (1984)

Anarcho-punk – rodzaj muzyki wyrosłej z punk rocka, zawierającej przesłanie anarchistyczne, oprócz tego często także propagującej wegetarianizm, ekologię i pacyfistyczne podejście do życia, w którym przemoc jest tylko ostatecznością i obroną konieczną wobec despotyzmu i niemoralności ludzkiej.
Pierwszym zespołem anarchopunkowym był powstały w 1977 londyński Crass, który w swoich zaangażowanych społecznie tekstach propagował ideę Do It Yourself, tworzenia obiegu alternatywnego wobec dużych wytwórni muzycznych. Z biegiem czasu powstawało wiele zespołów wyrosłych z korzennego punkrocka, zafascynowanych wolnościową ideologią anarchizmu.

## Wybrani zagraniczni wykonawcy
- Chumbawamba
- Against Me!
- Conflict
- Crass
- Defiance
- Propagandhi
- Subhumans
- The Ex
- Anthrax
- Die Ärzte

## Wybrani polscy wykonawcy
- The Junk
- Guernica y Luno
- Piekło Kobiet
- Włochaty
- Fate
- Smar SW
- Frei Republik Panama
- Stracony
- Dezerter
- Ga-Ga/Zielone Żabki
- Homomilitia